# Eduard Wiener von Welten

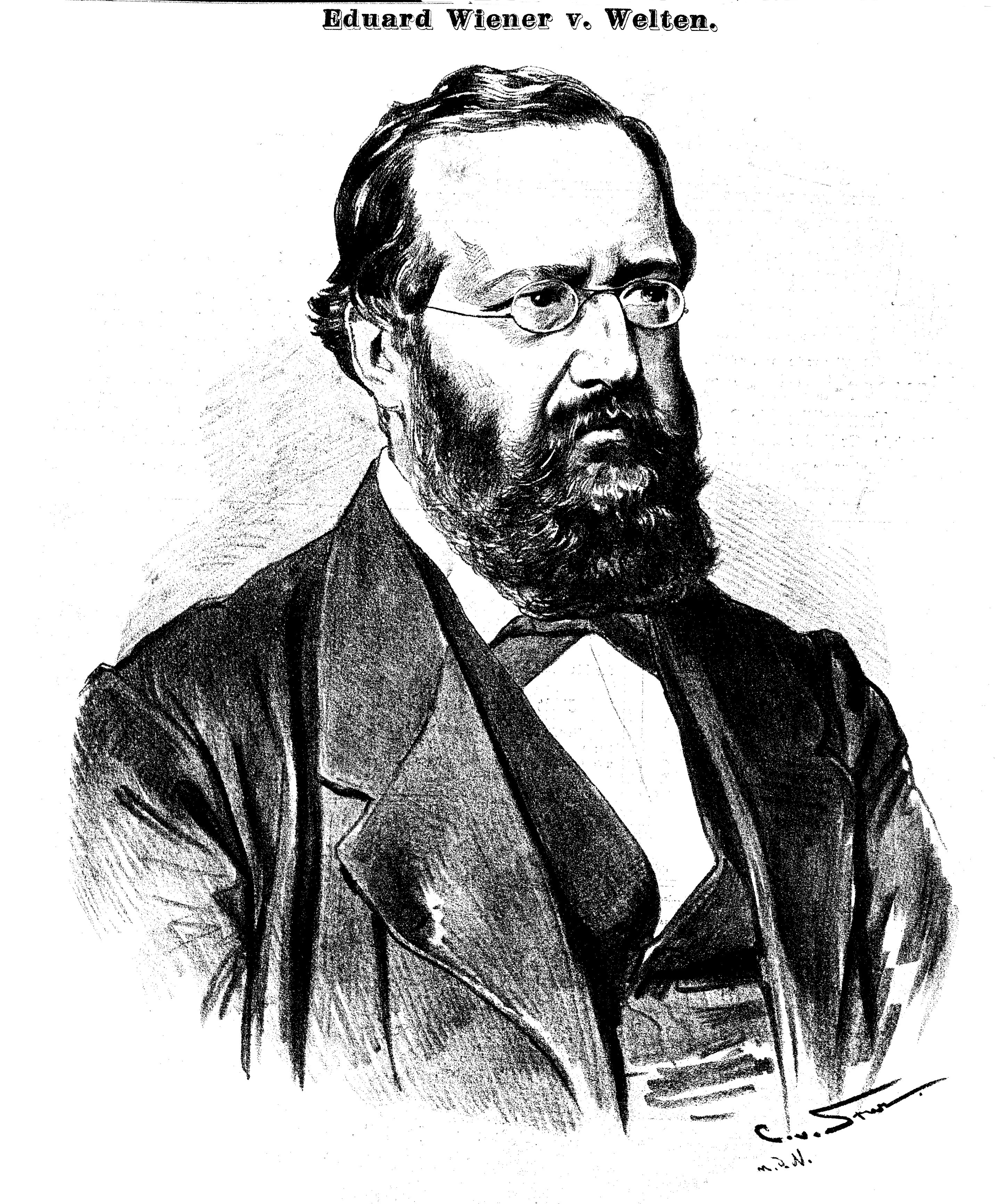
Carl v. Stur: Eduard Wiener von Welten (1874)

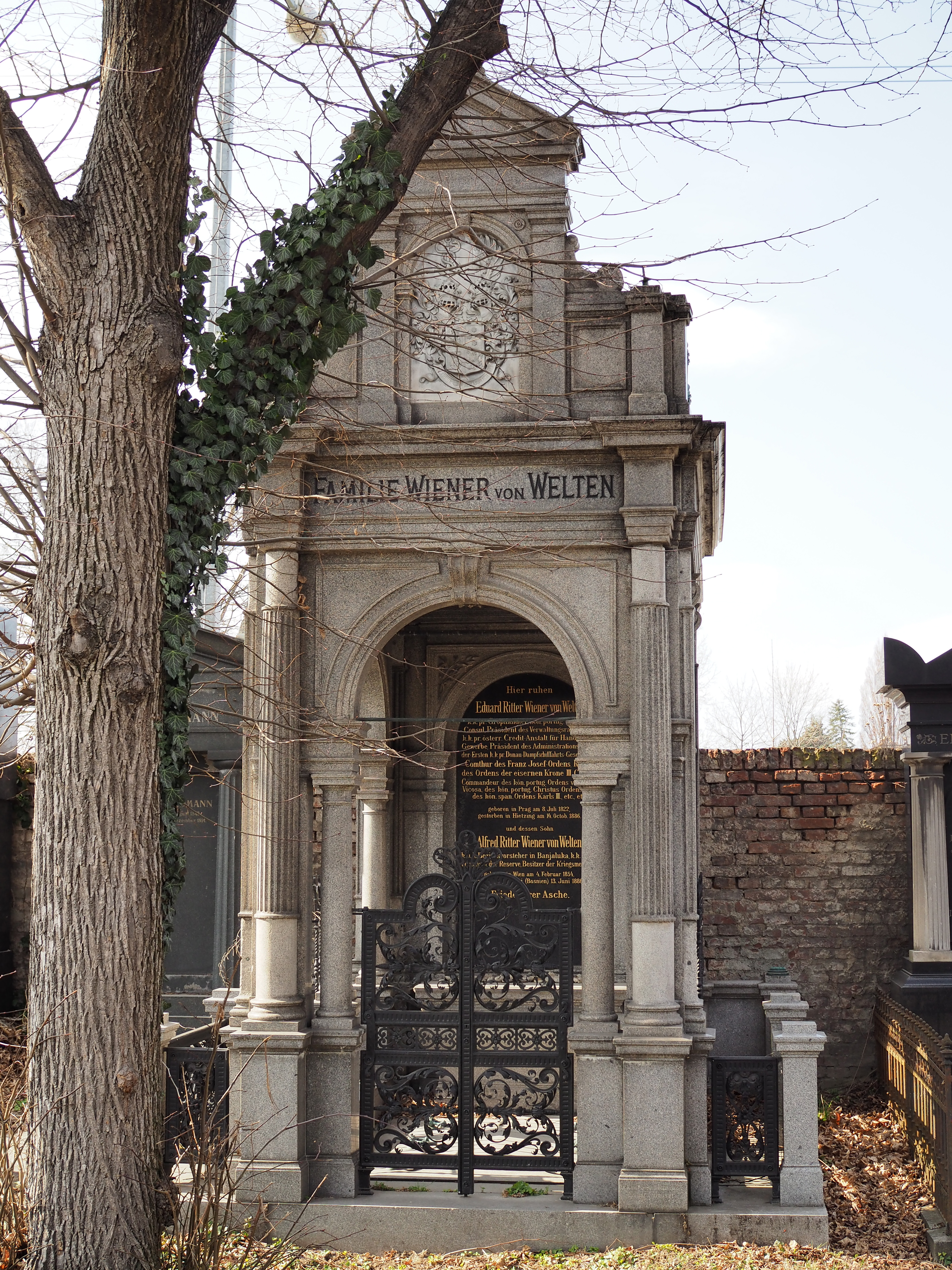
Mausoleum von Eduard Wiener von Welten auf dem Wiener Zentralfriedhof

Eduard Wiener (* 7. Juli 1822 in Prag; † 15. Oktober 1886 in Wien), ab 1867 Eduard Wiener Ritter von Welten, gelegentlich auch Eduard Ritter Wiener von Welten, war ein österreichischer Großhändler und Bankier der Ringstraßenepoche.

## Leben
Er wurde als Sohn des jüdischen Großhändlers Hermann Wiener († 1874) noch im Prager Ghetto geboren, konvertierte aber später zum Katholizismus. Wiener heiratete im Jahr 1854 Henriette Goldschmidt (1829–1904), Tochter des Bankiers Benedikt Hayum Goldschmidt (1798–1873, Gründer des Bankhauses B.H. Goldschmidt in Frankfurt am Main), Konsul des Großherzogtums Toskana, und der Jeanette Kann (1802–1848) – eine Familie, die mit den Rothschilds eng verbunden war. Henriette war die Schwester des Bankiers und Kunstmäzens Maximilian von Goldschmidt-Rothschild.
Eduard Wiener lebte in Wien als Großhändler und Chef des eigenen Bankhauses „Eduard Wiener“, Präsident der Österreichischen Creditanstalt und der Donau-Dampfschiffahrts-Gesellschaft. Er war Gutsherr auf Leopoldsdorf im Marchfelde (Niederösterreich). Außerdem war Wiener königlich portugiesischer Generalkonsul. In Wien ließ er 1869 am Schwarzenbergplatz sein Palais Wiener von Welten errichten.
Nach Verleihung des Eisernen Kronenordens 3. Klasse wurde Wiener am 30. Juni 1867 in Wien in den österreichischen Ritterstand mit Namensmehrung von Welten erhoben. Zusätzlich wurde er am 20. März 1873 für seine Verdienste als portugiesischer Generalkonsul von König Pedro I. in den portugiesischen Adelsstand erhoben.
Wiener wurde in der alten israelitischen Abteilung des Wiener Zentralfriedhofes in einem Mausoleum beigesetzt, das vom Architekten Max Fleischer entworfen und von Eduard Hauser, der wohl bekanntesten Wiener Steinmetzfirma ihrer Zeit, erbaut wurde. Sein Sohn Alfred Wiener Ritter von Welten, Oberleutnant der Reserve, fiel am 13. Juni 1886 in einem Duell in Doboj in Bosnien und wurde ebenfalls in diesem Mausoleum beigesetzt. Erbe wurde sein jüngerer Sohn Rudolf Ritter Wiener von Welten.